# Матаватх Пурна
Матаватх Пурна (тел. మాలవత్ పూర్ణ, англ. Malavath Purna або Malavath Poorna; народилася 10 червня 2000 року, Сіріконда, Індія) — індійська альпіністка.
25 травня 2014 року Пурна підкорила у віці 13 років і 11 місяців вершину гори Еверест і стала наймолодшою дівчиною у світі, яка досягла вершини.
Її супроводжував Сандханапалі Ананд Кумар з Хаммама. На вершині Ельбрус вона розгорнула 50 — футовий індійський триколор і заспівала гімн Індії.
Американський альпініст Джордан Ромеро в 2010 році став наймолодшою людиною, який досяг вершини у віці лише 13 років та 10 місяців. Через 4 роки Пурна Малавас з Індії стала наймолодшою дівчиною — вона була старшою за Джордана лише на один місяць (13 років та 11 місяців).
Батьки: Devidas Malavath, Laxmi Malavath
Освіта: Himalayan Mountaineering Institute, Social Welfare Residential School
Брати й сестри: Malavath Naresh